# The Town Hall
El Town Hall  es un edificio histórico ubicado en Nueva York, Nueva York. Se encuentra inscrito como un Hito Histórico Nacional en el Registro Nacional de Lugares Históricos desde el 23 de abril de 1980. 

## Ubicación
El Town Hall se encuentra dentro del condado de Nueva York, en las coordenadas 40°45′21″N 73°59′05″O / 40.755833, -73.984722.

## Historia
El Ayuntamiento fue construido por la League for Political Education, cuya lucha por la aprobación de la Decimonovena Enmienda a la Constitución de los Estados Unidos (el sufragio de las mujeres), llevó a encargar la construcción de un espacio de reunión donde personas de todos los rangos y categorías sociales pudieran recibir información sobre los temas de actualidad importantes. El espacio, que se convirtió en el Ayuntamiento, fue diseñado por la reconocida firma de arquitectos de McKim, Mead & White, para reflejar los principios democráticos de la Liga. Con este fin, no se incluyeron palcos en el diseño del teatro, y se hizo todo lo posible para garantizar que no hubiera asientos con la visión obstruida. Este principio de diseño dio origen a un lema del Ayuntamiento: "No hay un mal asiento en la casa".
No solo se ha convertido en un lugar de reunión para programas educativos, reuniones de activistas y tribuna de oradores controvertidos (como la defensora estadounidense de la anticoncepción, Margaret Sanger, quien fue arrestada en el escenario de The Town Hall el 13 de noviembre de 1921, por intentar hablar a una audiencia de sexo mixto sobre anticoncepción), estando considerado como uno de los mejores espacios de actuación de la ciudad de Nueva York para música, danza y otras artes escénicas. Mientras que la serie de conferencias y los cursos sobre temas políticos y no políticos patrocinados por la Liga continuaron llevándose a cabo allí, The Town Hall rápidamente se ganó una merecida reputación como un centro de arte durante sus primeros quince años de su existencia.
También ha tenido una larga asociación con la promoción de la poesía en los Estados Unidos, anterior al debut en público de lectura de poesía de Edna St. Vincent Millay en el Hall en 1928. El Salón ha mantenido una estrecha asociación con los poetas y la poesía que continúa hasta hoy.

### Reunión en el Aire de la Ciudad de América
America's Town Meeting of the Air fue un programa de radio producido en el Hall durante más de veinte años, desde 1935 hasta 1956, gracias a la iniciativa de George V. Denny, Jr., entonces director asociado del Hall. Imaginado como un medio para ampliar la audiencia (primero a nivel nacional, y luego internacionalmente) de los programas que se llevaron a cabo en el Salón, sirvió para promover el libre intercambio de ideas. El formato de Reunión de la Ciudad consistía en una conversación entre cuatro oradores sobre una pregunta predeterminada. La serie fue lanzada en el NBC Blue Network en el Día de los Caídos de 1935. Aunque comenzó a transmitir en una sola estación con aproximadamente 500.000 oyentes, en tres años, 78 personas trabajaban para la Reunión de la Ciudad, que contaba con 2,5 millones de oyentes. El programa también recorrió los Estados Unidos y doce ciudades en tres continente, y ganó numerosos premios.
Las grabaciones de America's Town Meeting of the Air, de 1935 a 1952, se conservan en la colección de Materiales Históricos donados a los Archivos Nacionales de los Estados Unidos, cuyo número de catálogo es "DM.13".
Los documentos de organización (archivos) de Town Hall, Inc. y de America's Town Meeting of the Air, 1895–1955, están en poder de la División de Manuscritos y Archivos de Biblioteca Pública de Nueva York.
La Sala de la Ciudad fue propiedad de la Universidad de Nueva York durante veinte años a partir de 1958.

## Actuaciones musicales
Las propiedades acústicas sobresalientes del Salón para la música en directo (algunos artistas afirman que rivaliza con el Carnegie Hall) fueron descubiertas durante el primer evento musical celebrado en el lugar: un recital del violinista español Juan Manén el 12 de febrero de 1921. Más tarde, en 1921, el compositor alemán Richard Strauss ofreció una serie de conciertos que consolidaron la reputación del Salón como un espacio ideal para presentaciones musicales. Aparte de la acústica, las líneas de visión y la intimidad notable del auditorio lo han convertido en un lugar popular tanto para artistas nuevos como experimentados, sea cual sea el instrumento, el repertorio o el estilo del artista. Durante los años 1920 y 1930, se ganó rápidamente una reputación entre los artistas y el público como "el lugar" para que un artista realizara un debut en Nueva York.
En 1928, el Salón comenzó a producir series de conciertos musicales regularmente, y durante las siguientes temporadas, "The Town Hall Endowment Series" presentó artistas como Serguéi Rajmáninov, Ignacy Jan Paderewski, Lily Pons, Fiódor Chaliapin, Yehudi Menuhin y muchas más leyendas del repertorio occidental clásico.
Marian Anderson, considerada una de las mejores contralto nacidas en los Estados Unidos, hizo su debut en Nueva York en el Hall el 30 de diciembre de 1935, después de que se le negara una oportunidad de emprender una carrera operística en otro lugar debido a la discriminación racial contra los afroestadounidenses.
Un notable estreno mundial de música de cámara tuvo lugar en el Salón el 20 de enero de 1941, cuando el Kolisch Quartet interpretó la primera representación del String Quartet No. 6 de Béla Bartók.
Eddie Condon dirigió una serie de programas de radio de difusión nacional desde el Ayuntamiento de Nueva York durante la temporada 1944–45.
Otras apariciones importantes de jazz en los conciertos del The Town Hall incluyen el concierto del 22 de junio de 1945; presentando Dizzy Gillespie a la trompeta; Charlie Parker con el saxofón alto; Don Byas al saxo tenor; Al Haig al piano; Curley Russell al bajo, y Max Roach con la batería (con Sid Catlett sustituyendo a Roach en algunos temas), que proporcionó al público su primera visión general del estilo de jazz en rápida evolución que llegó a ser conocido popularmente como bebop. Este concierto ilustra lo avanzada que ha sido la programación de jazz del Salón desde que fue creado. Antes de aparecer en este concierto, Gillespie y Parker habían lanzado solo un disco de 78 RPM, y solo Gillespie, debido a sus asociaciones con Cab Calloway, Earl Hines y Billy Eckstine disfrutaba de un cierto reconocimiento del gran público. En junio de 2005, el sello Uptown Records lanzó un disco compacto que contenía siete grabaciones restauradas, transcritas del acetato realizado durante el concierto. El Salón también organizó el concierto de 1947 que revitalizó la carrera de Louis Armstrong, y que condujo al Formación grupo Louis Armstrong and His All Stars, la pequeña formación de jazz tradicional que dirigió durante el último cuarto de siglo de su vida.
La tradición de programación de jazz del Hall continúa con la serie de conciertos Not Just Jazz, que también presenta poesía, cine y danza. Los participantes de la serie incluyen entre otros a: The Art Ensemble of Chicago, Lounge Lizards, Cassandra Wilson, Meredith Monk y Allen Ginsberg.
La interpretación de Anna Russell de su versión de El anillo del nibelungo de Wagner se registró en el Ayuntamiento el 23 de abril de 1953 frente a una audiencia entregada. Se puede escuchar en el álbum de Anna Russell, Sony Music Entertainment, Inc. (Sings and Sings, Again) (reeditado en CD, 1991, Sony Masterworks, MDK 47252).
El 15 de mayo de 1958, el Ayuntamiento organizó el 25º Concierto retrospectivo de la música de John Cage. Esta actuación fue grabada por el productor George Avakian de Columbia Records, y el conjunto de tres discos de vinilo de larga duración resultante fue fundamental para que la música de Cage fuera conocida por muchos oyentes.
El compositor de jazz y líder de su grupo musical, Charles Mingus, también realizó dos conciertos aquí, lo que dio como resultado sus álbumes en vivo de octubre de 1962 y abril de 1964.
El Salón organiza "Actuaciones matutinas", que se ofrecen de forma gratuita a los estudiantes de las escuelas públicas en los grados 3 a 8, durante el día. También presenta la programación en alianza con Theatreworks USA como parte de su programa Arts in Education.
Cuando fue presentado por Garrison Keillor, el programa de radio A Prairie Home Companion a menudo se transmitía en vivo desde The Town Hall en sus apariciones en Nueva York mientras estaba de gira. Su sucesor, Live from Here, dirigido por Chris Thile, ahora aparece con mayor frecuencia en 'The Town Hall. El lugar ha sido anunciado como la sede de Live from Here para su próxima temporada 2019-2020.
En septiembre de 2009, la cantante Whitney Houston eligió The Town Hall para su primera entrevista en siete años, apareciendo en el estreno de la temporada de Oprah Winfrey. Cuando Winfrey le preguntó por qué eligió este lugar, Whitney dijo que "tenía un lugar especial en su corazón porque es donde actuó por primera vez a la edad de 14 años".